# Julius Krohn
Julius Leopold Fredrik Krohn, född 19 februari 1835 i Viborg, död 28 augusti 1888 i Viborg, var en finsk forskare i litteratur och folkdiktning; professor i finska språket och litteratur vid Helsingfors universitet 1885–1888. Han var far till Aino Kallas och Kaarle och Ilmari Krohn. Dottern Helmi Krohn (1871–1967) var gift med E.N. Setälä; hon var författare till biografin och memoaren Isäni Julius Krohn (1942).

## Diktaren
Julius Krohn var även diktare med pseudonymen Suonio, ett finskklingande namn som fanns bland de fennomanska solidaritetskraven: Överklassen skulle inte bära namn som genom sitt språk framhävde skillnaden till folket. Redan på 1870-talet hade några föregångsmän bytt namn, men av större betydelse blev att bemärkta författare och skriftställare hade använt finska former av sina namn som författarnamn: Aleksis Kivi (Stenvall), Oksanen (August Ahlqvist), Yrjö Koskinen (Georg Forsman) och Suonio, liksom att de sista adlade hade antagit finska namn (Wuorenheimo och Soisalon-Soininen). Namnförfinskningar var ett medelklassfenomen; bland arbetarklassen kom svenska namn att bestå.
Julius Krohn ändrade inte sitt namn helt. Han började sin bana som lyriker i idealistisk anda i Runebergs fotspår: Runoelmia Suoniolta (1865), som rediverades i följande upplagor. Tillsammans med August Ahlqvist säkrar han diktningens ställning på 1860-talet. Krohn utgav tidskrifterna Maiden ja merien takaa (1864–1866) och Suomen Kuvalehti (1873–1880) och avfattade berättelser ur Finlands historia. Krohn var en av pionjärerna i forskning om finsk litteratur och folkdiktning. Han skapade ett geografisk-historiskt forskningsmetod vilken han som bas för sina analyser av Kalevala - han sökte därmed identifiera historiska teman och deras geografiska ursprung. En del av hans verk publicerades av sonen Kaarle Krohn. 
Julius Krohn översatte mycket till finska, bland annat verk av Johan Ludvig Runeberg, Zacharias Topelius, Walter Scott och H.C. Andersen.

## Publikationer
- Kertomuksia Suomen historiasta (fyra band, 1869-1878)
- Suomalaisen virsikirjan historia (1880)
- Suomalaisen kirjallisuuden historia
  - del 1, 1883-1885
  - del 2, 1900-1902
  - del 3, Suomen kirjallisuuden vaiheet, 1897
- Kullervon runot (1882)
- Kalevalan esityöt (tre band, 1891-1895, med A.A. Borenius-Lähteenkorva)

Svenska översättningar
- Berättelser ur finska historien (översättning Rafael Hertzberg, 1874)
- En finsk krigares lefnadsöden: Max Aug. Myhrbergs biografi (1887)
- Finska litteraturens historia. D.1 (Suomalaisen kirjallisuuden historia) (översättning Ellen Nervander, Weilin & Göös, 1891)